# العامل الثامن (دواء)
العامل الثامن  (بالإنجليزية: Factor VIII)‏ هو دواء يستخدم لعلاج والحماية من النزيف الناتج من هيموفيليا الدم والأسباب الأخرى المؤدية لأنخفاض العامل الثامن .
بعض الوصفات من الممكن استخدامها لعلاج مرض فون ويليبراند .يعطى عن طريق أبرة في الوريد.
وتشمل الآثار الجانبية احمرار الجلد، وضيق في التنفس، والحمى، وانحلال خلايا الدم الحمراء. قد تحدث ردود فعل تحسسية بما في ذلك صدمة الحساسية. ومن غير الواضح إذا كان الاستخدام أثناء الحمل آمن للطفل. يصنع العامل الثامن من بلازما الدم المنقى .وايضا عن طريق إعادة تركيب المادة النواوية, يمكن للإنسان ان يكون جسم مضاد يهاجم العامل الثامن ويقلل فعالية الدواء .
تم التعرف على العامل الثامن في عام 1940 وتوفر على شكل دواء في عام 1960 ., العامل الثامن المعاد تركيبه تم تكوينه أول مرة في عام 1984 وتم الموافقة عليه للاستخدام الطبي في الولايات المتحدة الأمريكية في عام 1992 . هو في قائمة الأدوية الأساسية النموذجية لمنظمة الصحة العالمية وهو أحد الأدوية الأكثر فعالية وأمانا التي يحتاجها النظام الصحي. السعر الإجمالي في الدول النامية ما يقارب بين 119.61 و 497.50 دولار أمريكي لكل 500 قارورة .

## التاريخ
نقل المنتجات الثانوية للبلازما إلى مجرى الدم في الهيموفيليا يؤدي في كثير من الأحيان إلى انتقال أمراض مثل فيروس نقص المناعة البشرية والتهاب الكبد قبل تحسين طرق التنقية. في أوائل 1990 ، بدأت شركات الأدوية بإنتاج العمال الثامن المعاد تركيبه، والتي تمنع الآن تقريبا جميع أشكال انتقال الأمراض خلال العلاج البديل.